# Ženska
Ženska je človek ženskega spola, navadno odrasla. Če gre za mlajšo žensko, ji rečemo dekle ali deklica. Od moških se ženske razlikujejo po spolnih znakih, telesni konstituciji in psiholoških lastnostih.
Osebe ženskega biološkega spola, ki so plodne, lahko od pubertete do menopavze zanosijo in rodijo otroka. Bolj splošno spolno diferenciacijo biološko ženskega ploda določa odsotnost ali nefunkcionalnost gena SRY na ustreznem spolnem kromosomu. Ženska ima navadno spolna kromosoma X in X, moški pa X in Y. Pri nekaterih ženskah pa je to drugače, predvsem pri transspolnih in spolno nenormativnih osebah, ki jim je bil pri rojstvu pripisan drugačen spol, kot pa je njihova dejanska spolna identiteta.
Ženska biološka anatomija se od moške razlikuje po ženskem reprodukcijskem sistemu, ki vključuje jajčnika, jajcevoda, maternico, nožnico in vulvo. Odrasla ženska ima na splošno širšo medenico, širše boke in večje prsi kot odrasel moški. Te značilnosti olajšajo porod in dojenje. Ženske imajo običajno manj poraščen obraz in druge dele telesa, imajo večji delež telesne maščobe ter so v povprečju nižje in manj mišičaste kot moški. Telesne značilnosti se sicer razlikujejo od osebe do osebe in ni nujno, da oseba, ki se identificira kot ženska, tudi dejansko ima tovrstne telesne značilnosti.
Čeprav se rodi manj deklic kot dečkov (razmerje 1 : 1,05), je med odraslimi več žensk (razmerje 1,04 : 1). Zaradi različnih razlogov (genetski, sociološki, zdravstveni) imajo ženske statistično manjšo umrljivost in za povprečno pet let daljšo življenjsko dobo kot moški.
Trans ženske imajo spolno identiteto, ki se razlikuje od spola, pripisanega ob rojstvu. Medspolne ženske imajo lahko lastnosti, ki se razlikujejo od tipičnih ženskih.

## Družbeni položaj
V človeški zgodovini so tradicionalne spolne vloge v družbah pogosto opredeljevale in omejevale dejavnosti in priložnosti žensk, kar je povzročilo neenakost spolov; številne verske doktrine in pravni sistemi določajo za ženske posebna pravila. V 20. stoletju so se omejitve v mnogih družbah sprostile, ženske so dobile širši dostop do poklicev in možnost pridobitve višje izobrazbe. Nasilje nad ženskami v družinah ali skupnostih ima dolgo zgodovino in ga izvajajo predvsem moški. Nekaterim ženskam se odrekajo reproduktivne pravice. Gibanja in ideologije feminizma imajo skupni cilj doseči enakost spolov.